# Cagliari
 For alternative betydninger, se Cagliari (flertydig). (Se også artikler, som begynder med Cagliari)
Cagliari er hovedbyen på Sardinien.
Selve Cagliari har 148.117(2023)indbyggere og næsten 500.000 i hele byområdet, som inkluderer forstæderne: Elmas, Assemini, Capoterra, Selargius, Sestu, Monserrato, Quartucciu, Quartu Sant'Elena.
Cagliari er hjemsted for regionalregeringen (il giunta) for Sardinien. Fra  Cagliari er der færgeforbindelse til Civitavecchia, Palermo og Tunesien, og flyforbindelse til bl.a. Bologna, Milano, Rom og Venedig. 
Det danske konsulat i Cagliari ligger i Via Roma; lige overfor færgeterminalen.